# Lepidopilum flavescens
Lepidopilum flavescens är en bladmossart som beskrevs av Geheeb och Georg Ernst Ludwig Hampe 1879. Lepidopilum flavescens ingår i släktet Lepidopilum och familjen Daltoniaceae. Inga underarter finns listade i Catalogue of Life.